# Budapest elpusztult nevezetes XII. kerületi épületeinek listája
Az alábbi lista Budapest elpusztult nevezetes XII. kerületi épületeit sorolja fel. A források hiánya miatt az összeállítás nem tekinthető teljesnek.

## A lista
| Név                                                                 | Építés ideje | Elpusztulás ideje | Elhelyezkedés         | Tervező                        | Megjegyzés | Kép |
| ------------------------------------------------------------------- | ------------ | ----------------- | --------------------- | ------------------------------ | --- | --- |
| Régi Kútvölgyi Szűz Mária kápolna                                   | 1753         | 1990 előtt        | Galgóczi u. 49-51.    |                                | Helyére épült az új Kútvölgyi Szűz Mária kápolna. |     |
| A Scwartzer Gyógyintézet kaszinója                                  | 1865 k.      | 1944              | Kék Golyó u.          |                                | A második világháborúban pusztult el. |     |
| Budai Helyőrségi Kórház                                             | 1870–1872    | 1945 k.           | Királyhágó u. 1-3.    | Wilhelm von Doderer            | Régi épületei elpusztultak a második világháborúban. (Kivétel a kápolna, amelyet a Budahegyvidéki evangélikus gyülekezet újíttatott fel és használt az államosításig, amikor eredeti funkcióját megszüntetve egészségügyi célokra hasznosították.) Néhány újabb épülete (épült: 1939) átvészelte azt. Ma a Országos Gerincgyógyászati Központ működik a területen. |     |
| Vöröskereszt-kápolna                                                | 1882–1884    | 1945              | Csörsz u. 27.         | Hauszmann Alajos               | Budapest ostroma során bombatámadásnak esett áldozatul. |     |
| Magyar Optikai Művek                                                | 1905         | 1996              | Csörsz utca           |                                | Az ún. Fotex-palota kivételével valamennyi gyárépületet is elbontották. Helyére épült a MOM Park. |     |
| Keresztes Szent János-temetőkápolna (A Farkasréti temető kápolnája) | 1938         | 1945              | Németvölgyi út 99.    | Módos Ferenc és Krassói Virgil | A mai ravatalozó mellett volt. Rövid ideig állt, mert már a második világháborúban el is pusztult. Megmaradt alját urnasírok számára használják. |     |
| Polgári leányiskola                                                 | n. a.        | 1937              | Böszörményi út 20-22. |                                | Budapest ostroma során leégett. Helyére az 1950-es években A Közlekedési és Metróépítő Vállalat irodaházat építtetett. |     |